# Ahvaz
Ahvaz oder Ahwas (persisch اهواز Ahvāz [ʔæhˈvɒːz] ⓘ; auch Ahwaz) ist eine Stadt in Iran am Ufer des Flusses Karun mitten in der Provinz Chuzestan am Persischen Golf. Der neuere Teil von Ahvaz mit Industriegebieten liegt rechts des Karun, die älteren Teile am linken Ufer. Mit etwa 1.303.000 Einwohnern (Stand 2016) ist Ahvaz die größte Stadt der Provinz Chuzestan.
Die Mehrheit der Einwohner sind Iraner, zum Teil arabischer Abstammung. Die Umgangssprache ist meist persisch oder persische Dialekte wie Dezfuli und Behbahani, aber zum großen Teil auch arabisch. Daneben ist die Bachtiarische Sprache vertreten, da die Industriestadt Ahvaz in der Nähe des Stammesgebiets der Bachtiaren liegt und vielen von ihnen Arbeit bietet. Ähnliches gilt für die Luren in Ahvaz. Die Amtssprache ist Persisch.

## Geschichte
Ahvaz steht an der Stelle des antiken Tareiana. An dieser Stelle führte die Persische Königsstraße von Susa nach Persepolis über den Fluss Karun. Die Stadt Tareina wurde später unter dem sassanidischen König Ardaschir I. ausgebaut und in Hormuzd Ardaschir umbenannt. Der König baute in der Nähe der Stadt einen Damm über den Karun. Die Bedeutung der Stadt nahm zu, und schon bald wurde Hormuzd Ardaschir zur Hauptstadt der Provinz Susania. Als die muslimischen Araber das sassanidische Reich eroberten, benannten sie Hormuzd Ardaschir um in Suq al-Ahwaz (Marktplatz der Huzi), wobei Ahwaz die arabische Pluralform von Huzi ist. Die Huzi waren ein kriegerischer Stamm der Region. Nach ihnen ist auch die heutige Provinz Chuzestan benannt. Unter den Arabern blieb Ahwaz eine wirtschaftlich wichtige Stadt, bis die Zandsch-Rebellion im 10. Jh. zu großen Umwälzungen in der Region und zum Niedergang der Stadt führte. Die Stadt erholte sich, bis im 15. Jahrhundert der Damm brach. Anfang des 20. Jahrhunderts hatte die Stadt nur 2000 Einwohner, doch der Fund von Ölvorkommen führte dazu, dass die Stadt wuchs und so 1926 wieder zur Hauptstadt der Provinz Chuzestan wurde. 1948 überschritt die Einwohnermarke die 100.000.
Am 22. September 2018 wurde ein Attentat auf eine Militärparade mit 25 Toten verübt.

## Verkehr

### Bahnverkehr

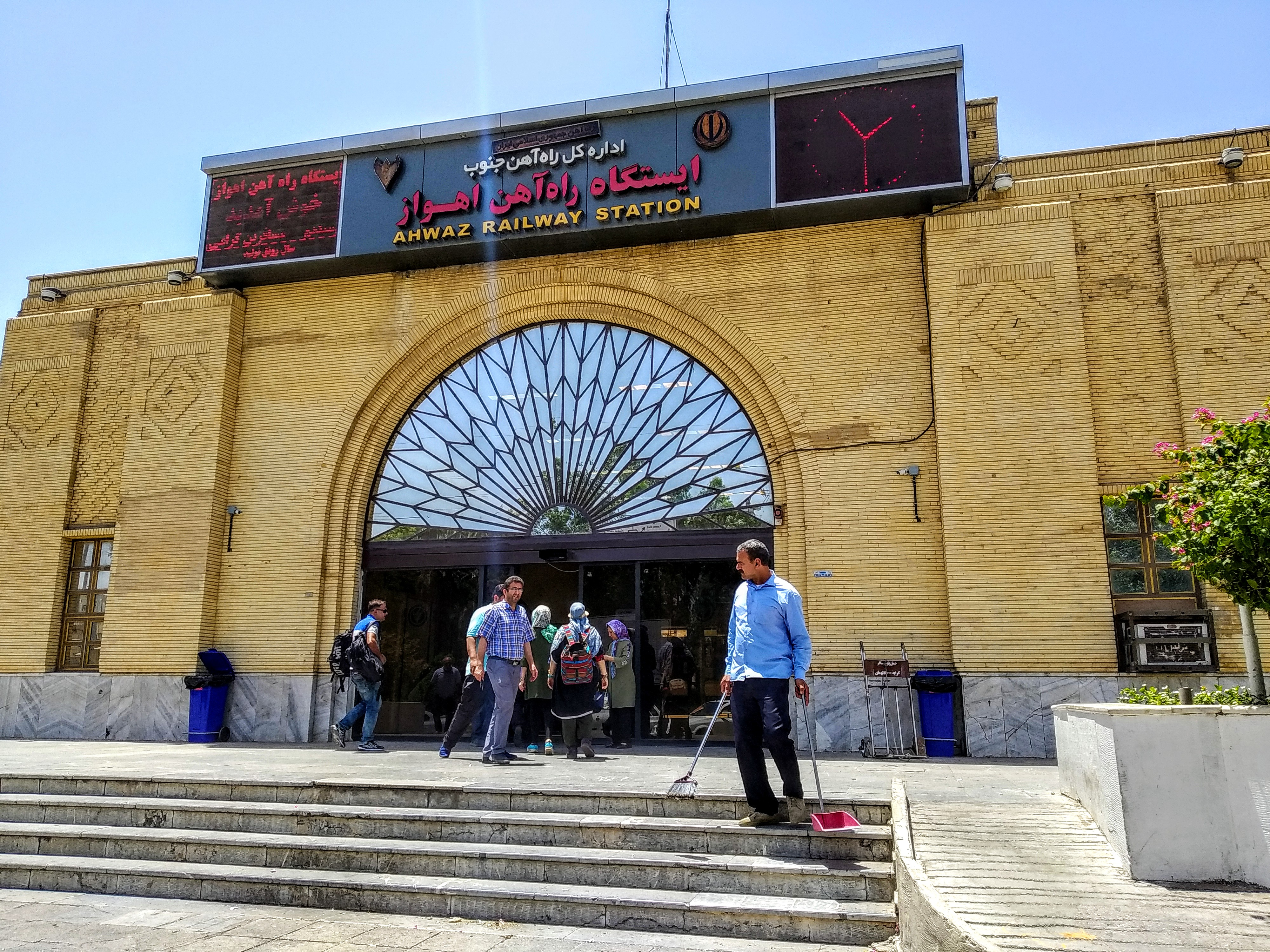
Bahnhof Ahvaz

Der Bahnhof Ahvaz (persisch ايستگاه راه آهن اهواز Istgah-e Rah Ahan-e Ahvaz) ist der Hauptbahnhof von Ahvaz an der Transiranischen Eisenbahn. Die U-Bahn Ahvaz befindet sich im Bau.

### Flugverkehr
Der Flughafen Ahvaz (IATA-Flughafencode: AWZ) ist der einzige in Betrieb befindliche Flughafen auf Ahvazer Stadtgebiet.

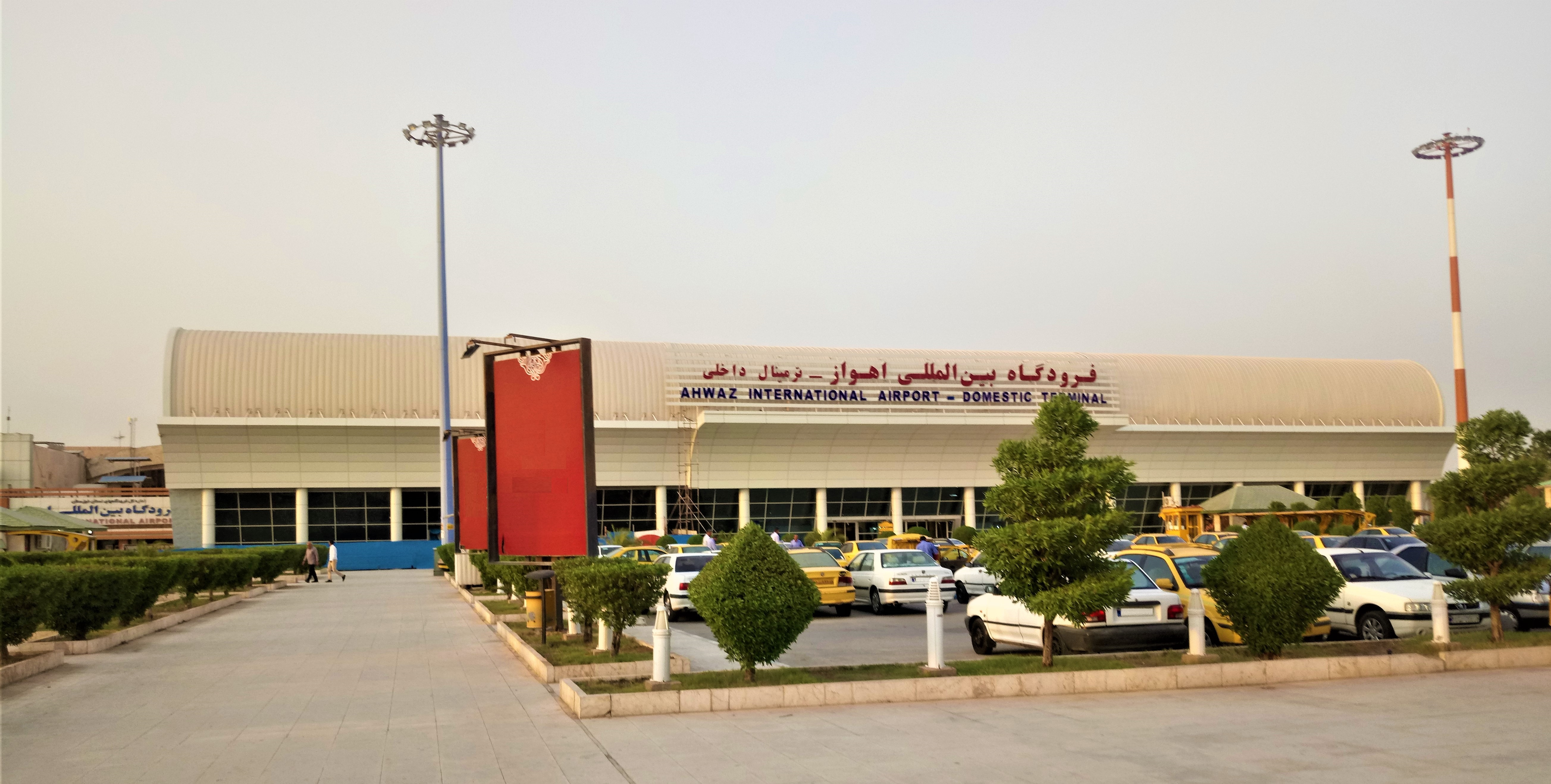
Flughafen Ahvaz

## Wirtschaft
Ahvaz ist u. a. Sitz und Produktionsort der Khouzestan Oxin Steel Company.

## Umweltverschmutzung
2011 wurde Ahvaz von der Weltgesundheitsorganisation als am stärksten luftverschmutzte Stadt gelistet.

## Kultur

### Religion
Ahvaz ist Sitz der chaldäisch-katholischen Erzeparchie Ahvaz. Kirchen in Ahvaz sind die katholische Kirche Ahvaz und die St.-Mesrop-Kirche (Ahvaz).

### Sport
Aus Ahvaz stammen die Fußballvereine Esteghlal Ahvaz, Foolad FC und Esteghlal Khuzestan.

## Klima
|                       | Jan  | Feb  | Mär  | Apr  | Mai  | Jun  | Jul  | Aug  | Sep  | Okt  | Nov  | Dez  |   |       |
| Mittl. Tagesmax. (°C) | 17,5 | 20,3 | 25,2 | 32,1 | 39,2 | 44,5 | 46,3 | 45,8 | 42,5 | 35,9 | 26,5 | 19,4 | ⌀ | 33    |
| Mittl. Tagesmin. (°C) | 7,2  | 8,6  | 12,3 | 17,4 | 22,7 | 25,6 | 27,9 | 27,1 | 23,1 | 18,5 | 12,8 | 8,5  | ⌀ | 17,7  |
|                       |      |      |      |      |      |      |      |      |      |      |      |      |   |       |
| Niederschlag (mm)     | 49,8 | 27,6 | 28,3 | 15,3 | 4,8  | 0,4  | 0,1  | 0,0  | 0,1  | 6,6  | 31,9 | 48,5 | Σ | 213,4 |
|                       |      |      |      |      |      |      |      |      |      |      |      |      |   |       |
| Regentage (d)         | 6,9  | 5,3  | 6,0  | 4,4  | 1,8  | 0,2  | 0,1  | 0,1  | 0,1  | 1,7  | 4,4  | 6,4  | Σ | 37,4  |

| 7,2 |

| 8,6 |

| 12,3 |

| 17,4 |

| 22,7 |

| 25,6 |

| 27,9 |

| 27,1 |

| 23,1 |

| 18,5 |

| 12,8 |

| 8,5 |

| 7,2 |

| 8,6 |

| 12,3 |

| 17,4 |

| 22,7 |

| 25,6 |

| 27,9 |

| 27,1 |

| 23,1 |

| 18,5 |

| 12,8 |

| 8,5 |

## Söhne und Töchter der Stadt
- Siamak Aghaei (* 1974), Santurspieler und Komponist
- Ahmad Alenemeh (* 1982), Fußballspieler und -trainer
- Imaani Brown (* 1980), iranisch-deutscher House-Produzent und DJ
- Sina Ataeian Dena (* 1983), Regisseur, Autor und Filmproduzent
- Ali Doraghi (* 1984), Basketballspieler
- Hamed Haddadi (* 1985), Basketballspieler
- Hossein Kaabi (* 1985), Fußballspieler
- Ahmad Mahmud, Schriftsteller
- Eman Mobali (* 1982), Fußballspieler
- Pejman Montazeri (* 1983), Fußballspieler
- Abu Nuwas (757–815), Dichter
- Ali Schamchani (* 1955), Admiral und Verteidigungsminister
- Siavash Shams (* 1965), Sänger
- Amir Taheri (* 1942), Journalist
- Ali Ghardooni (* 1979), Diskuswerfer und Kanute
- Navab Nasirshelal (* 1989), Gewichtheber